# Ганс Юліус Керль
Не плутати з імперським міністром і підприємцем!
Ганс Юліус Керль (нім. Hans Julius Kehrl; 6 серпня 1892, Ютербог — 22 квітня 1961, Гамбург) — німецький офіцер, бригадефюрер СС і генерал-майор поліції. Кавалер Лицарського хреста Хреста Воєнних заслуг з мечами.

## Біографія
В 1909-13 роках працював юристом в земельному управлінні Ютербога. 9 липня 1913 року склав іспит на звання секретаря юстиції. 1 жовтня 1913 року поступив добровольцем в 10-й (1-й Сілезький) гренадерський короля Фрідріха Вільгельма II полк. Учасник Першої світової війни, ад'ютант 2-го запасного батальйону свого полку. 1 травня 1917 року переведений в автомобільні частини, ад'ютант командування автомобільних частин при штабі командування групи армій «Макензен». 23 грудня 1918 року демобілізований і поступив на службу в Судове управління Ютербога. В березні-липні 1919 року — в штабі гвардійської кавалерійської стрілецької дивізії. З червня 1919 року — командир автомобільної колони 21-ї бригади рейхсверу. В липні 1924 року поступив в земельну поліцію Тюрингії, постійний заступник і начальник штабу, з 1928 року — командир батальйону. З липня 1930 року — командир поліції Гери. 1 лютого 1931 року вступив у НСДАП (партійний квиток №498 187). З 1 вересня 1932 по травень 1934 року — начальник відділу поліції Міністерства внутрішніх справ Тюрингії. З травня 1933 року — крайсляйтер для особливих доручень в гау Тюрингія. З травня 1934 року — начальник відділу ІІІ В у відділ поліції Імперського міністерства внутрішніх справ. 11 січня 1937 року вступив у СС (посвідчення №278 247). З 25 липня 1937 року — президент поліції Гамбурга, під час Другої світової війни — одночасно керівник ППО Гамбурга. 3 травня 1945 року взятий в полон американськими військами.

## Звання
- Штурмбаннфюрер СС (11 січня 1937)
- Оберштурмбаннфюрер СС (12 вересня 1937)
- Штандартенфюрер СС (20 квітня 1938)
- Оберфюрер СС (9 листопада 1938)
- Бригадефюрер СС і генерал-майор поліції (1 січня 1942)

## Нагороди
- Залізний хрест 2-го і 1-го класу
- Медаль «За відвагу» (Саксен-Альтенбург)
- Нагрудний знак «За поранення» в чорному — за поранення, одержане 22 серпня 1914 року.
- Почесний хрест ветерана війни з мечами
- Пам'ятна військова медаль (Австрія) з мечами
- Пам'ятна військова медаль (Угорщина) з мечами
- Медаль за участь у Європейській війні (1915—1918) з мечами (Болгарія)
- Орден Заслуг (Угорщина), командорський хрест
- Земельний орден
- Почесний знак Німецького Червоного Хреста 1-го ступеня
- Почесний кут старих бійців
- Почесна шпага рейхсфюрера СС
- Кільце «Мертва голова»
- Застібка до Залізного хреста 2-го і 1-го класу
- Хрест Воєнних заслуг
  - 2-го класу з мечами (10 вересня 1940)
  - 1-го класу з мечами (6 січня 1942)
- Почесний знак протиповітряної оборони 2-го і 1-го класу (1943)
- Лицарський хрест Хреста Воєнних заслуг з мечами (19 серпня або 23 вересня 1944)